# Kushtagi
Kushtagi är en ort i Indien.   Den ligger i distriktet Koppal och delstaten Karnataka, i den södra delen av landet, 1 400 km söder om huvudstaden New Delhi. Kushtagi ligger 645 meter över havet och antalet invånare är 24 180.
Terrängen runt Kushtagi är platt. Runt Kushtagi är det ganska tätbefolkat, med 192 invånare per kvadratkilometer. Trakten runt Kushtagi består till största delen av jordbruksmark.